# Illustrissimi
Illustrissimi è un volume pubblicato nel gennaio del 1976 ad opera del Patriarca di Venezia card. Albino Luciani, il quale due anni e mezzo dopo sarebbe stato nominato pontefice con il nome di Giovanni Paolo I.

## Struttura
Si tratta di una raccolta di "lettere aperte" scritte da Luciani tra il 1971 e il 1975 sul Messaggero di sant'Antonio a personaggi storici e della mitologia, a scrittori, personaggi della letteratura italiana e straniera, o a Santi della Chiesa cattolica. Questi scritti mettono bene in luce lo stile oratorio del futuro papa, acculturato ma allo stesso tempo semplice e diretto.

## I personaggi diIllustrissimi
1. Giuseppe Gioachino Belli[1]
2. Bernardino da Siena[2]
3. San Bernardo[3]
4. Bonaventura da Bagnoregio[4]
5. Casella[5]
6. Gilbert Keith Chesterton[6]
7. Pavel Ivanovič Čičikov[7]
8. Luigi Cornaro[8]
9. Maria Teresa d'Austria[9]
10. Re Davide[10]
11. Teresa d'Avila[11]
12. Teresa di Lisieux[12]
13. Francesco di Sales[13]
14. Paolo Diacono[14]
15. Charles Dickens[15]
16. Félix Dupanloup[16]
17. Figaro il barbiere[17]
18. Gesù[18]
19. Johann Wolfgang von Goethe[19]
20. Carlo Goldoni[20]
21. Don Gonzalo[21]
22. Andreas Hofer[22]
23. Ippocrate[23]
24. Lemuèl[24]
25. San Luca[25]
26. Aldo Manuzio[26]
27. Alessandro Manzoni[27]
28. Guglielmo Marconi[28]
29. Christopher Marlowe[29]
30. Orso di San Romedio[30]
31. Charles Péguy[31]
32. Penelope[32]
33. Francesco Petrarca[33]
34. Il Circolo Pickwick[34]
35. Pinocchio[35]
36. Il "Pittore del castello"[36]
37. Quintiliano[37]
38. Walter Scott[38]
39. Trilussa[39]
40. Mark Twain[40]